# Śląski Krzyż Powstańczy
Śląski Krzyż Powstańczy – polskie odznaczenie wojenne ustanowione dekretem Rady Ministrów zatwierdzonym przez KRN z dnia 8 października 1946 „w celu upamiętnienia bohaterskich walk ludu śląskiego przeciwko niemieckiej przemocy, która w ciągu 600 lat niewoli Śląska nie zdołała złamać polskiego ducha tej prastarej piastowskiej dzielnicy (...) dla osób szczególnie zasłużonych w walkach o przyłączenie  Śląska do Macierzy”.

## Nadawanie odznaczenia
W myśl dekretu Śląskim Krzyżem Powstańczym mogły być nagradzane:
- osoby, które brały udział z bronią w ręku w powstaniach śląskich w latach 1919–1921
- osoby, które w okresie działań wojennych od września 1939 roku do stycznia 1945 roku swą walką i pracą w organizacjach konspiracyjnych przyczyniły się do utrzymania polskiego ducha i ułatwienia odzyskania ziem śląskich lub bezpośrednio pomagali wojsku w oswobodzeniu Śląska.

Był on nadawany jednorazowo; oprócz odznaki, odznaczeni otrzymywali dyplom o nadaniu.
Ustawą z dnia 17 lutego 1960, zastępującą dotychczasowe przepisy, określono, że Śląski Krzyż Powstańczy stanowi nagrodę dla osób, które brały udział w walkach przeciw zaborcom niemieckim w powstaniach śląskich 1919–1921.
Śląski Krzyż Powstańczy nadawał minister obrony narodowej, od 1960 do 1989 Rada Państwa, a następnie Prezydent RP.
Nadawanie Śląskiego Krzyża Powstańczego uznano za zakończone w dniu 8 maja 1999 roku, zgodnie z przepisami ustawy z dnia 16 października 1992.

## Opis odznaki
Opis odznaki Śląskiego Krzyża Powstańczego został zawarty w dekrecie z 1946, a następnie w nieco zmienionej formie, szczegółowo określony w uchwale Rady Państwa z 29 lutego 1960. Według tej uchwały, odznaką jest wykonany z jasnego metalu równoramienny krzyż, srebrzony i oksydowany, o wymiarach 35 × 35 mm, ramiona krzyża są obramowane. Na awersie pośrodku krzyża znajduje się okrągła tarcza pokryta szafirową emalią, na której umieszczony jest wypukły srebrzony, oksydowany orzeł śląski. Tarcza otoczona jest ornamentowanym otokiem (w dekrecie: wieńcem laurowym srebrzonym). Na poziomych ramionach umieszczone są daty 1921 i 1939, na dolnym pionowym data 1945 (w opisie odznaki w dekrecie daty te były umieszczone na ramionach na rewersie). Na rewersie na tarczy umieszczony jest w dwóch wierszach napis KRN i data 1946, a na otoku tarczy jest napis BOJOWNIKOM ŚLĄSKA (w opisie odznaki w dekrecie zamiast napisu na otoku jest wieniec laurowy).
Wstążka Śląskiego Krzyża Powstańczego ma szerokość 36 mm, z białym pionowym paskiem szerokości 2 mm pośrodku oraz umieszczonymi po obu jego stronach paskami: czerwonym o szerokości 2 mm, zielonym o szerokości 2 mm, białym o szerokości 1 mm, niebieskim o szerokości 7 mm, białym o szerokości 3 mm i wiśniowym o szerokości 2 mm (wcześniej, według dekretu, Śląski Krzyż Powstańczy zawieszony był na wstążeczce niebieskiej o dwóch pionowych paskach brązowym i białym po bokach wstążeczki i pionowym pasku o barwach „Krzyża Grunwaldu” przechodzącym przez środek wstążeczki).
Układ barw wstążki Śląskiego Krzyża Powstańczego nawiązuje do barw przedwojennej Śląskiej Wstęgi Waleczności i Zasługi, na którą nałożono wąski pasek o barwach Orderu Krzyża Grunwaldu pośrodku.
Śląski Krzyż Powstańczy nosi się przypięty na lewej piersi. W kolejności starszeństwa polskich odznaczeń początkowo noszony był po Krzyżu Partyzanckim, od 1957 po Wielkopolskim Krzyżu Powstańczym, od 1960 po Medalu „Za waszą wolność i naszą”, a przed Wielkopolskim Krzyżem Powstańczym, od 1981 po Medalu „Za udział w wojnie obronnej 1939”, po 1984 po Medalu „Za udział w walkach w obronie władzy ludowej”, a ostatecznie od 1992 za aktualnie nadawanymi odznaczeniami państwowymi wymienionymi w ustawie z tego roku (z późniejszymi zmianami).

## Odznaczeni
Po raz pierwszy nadano Śląskie Krzyże Powstańcze w dniu 28 września 1947 roku i otrzymali je wtedy m.in. gen. Aleksander Zawadzki, gen. Stanisław Popławski, płk Edward Ochab, płk Jerzy Ziętek, Arkadiusz Bożek.
Wg danych Biura Odznaczeń Państwowych Kancelarii Rady Państwa oraz Biura Odznaczeń Kancelarii Prezydenta RP nadano łącznie 20 412 krzyży.